# Progimnazjum
Progimnazjum (z greki i łaciny) – w rosyjskim systemie szkolnictwa w XIX i na początku XX wieku oraz w polskim systemie w okresie międzywojennym – gimnazjum niecałkowite, obejmujące tylko kilka niższych klas. 